# Vaatchirurgie

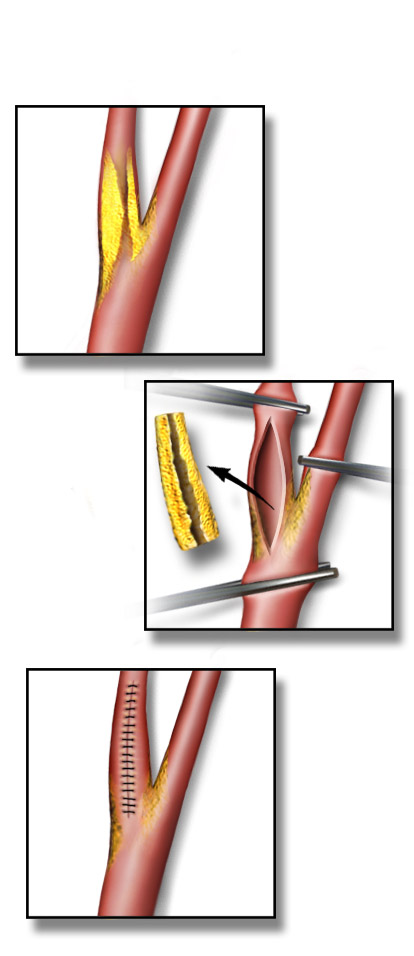
Voorbeeld van een vaatchrirurgische ingreep

Vaatchirurgie is een medisch specialisme dat zich bezighoudt met de bloedcirculatie in het menselijk lichaam. Vaatchirurgie wordt uitgevoerd door een vaatchirurg en behelst de behandeling van bloedvaten. De behandeling van een patiënt met vaatlijden begint altijd met risico management. Een patiënt wordt geadviseerd te stoppen met roken en krijgt ter preventie een cholesterolverlager (statine) en een bloedverdunner voorgeschreven. Daarna wordt besloten of verdere behandeling, bijvoorbeeld een endovasculaire of operatieve ingreep, noodzakelijk is. Bij de endovasculaire behandeling, zoals een percutane transluminale angioplastiek (ook wel dotterbehandeling genoemd) werkt de vaatchirurg samen met de radioloog. De vaatchirurg streeft naar een zo'n minimaal invasieve mogelijke interventie rekening houdende met maximale doelmatigheid.

## Aortabroekprothese
Als de aorta en de splitsing daarvan in de twee grote bekken slagaders moet worden vervangen, wordt dit meestal met behulp van een broekprothese uitgevoerd, hiervoor wordt een kunststof prothese gebruikt. 

## Bypass operaties aan het been
Idealiter wordt er bij bypass operaties gebruik gemaakt van (een gedeelte van) een ader van de patiënt zelf. Indien er geen goede ader beschikbaar is, kan er ook gebruik worden gemaakt van een kunststof vaatprothese.  